# Vulcanos
Os vulcanos são uma espécie humanóide do universo fictício do seriado Star Trek, proveniente do planeta Vulcano. Conhecidos pelo seu comportamento frio e racional devido à repressão de emoções, os vulcanos foram a primeira raça alienígena com quem os humanos fizeram contato em 2063 — quando Zefram Cochrane, criador do Motor de Dobra fez seu primeiro voo mais rápido que a luz.
Seu sangue é verde pois sua hemoglobina é baseada em cobre. Eles podem escutar ultra e infra-sons e enxergam num espectro maior (infravermelho e ultravioleta), além de força física e resistência muito superior a humana, são geralmente mais altos e mais pesados do que os outros humanoides, sendo os indivíduos do sexo masculino ligeiramente mais altos do que os do sexo feminino.

## História
Os vulcanos evoluíram numa escala praticamente idêntica à nossa, porém, são mais longevos.
O passado dos vulcanos foi marcado por guerras devido ao seu comportamento ilógico o que quase exterminou a espécie e retardou seu desenvolvimento.

## O planeta

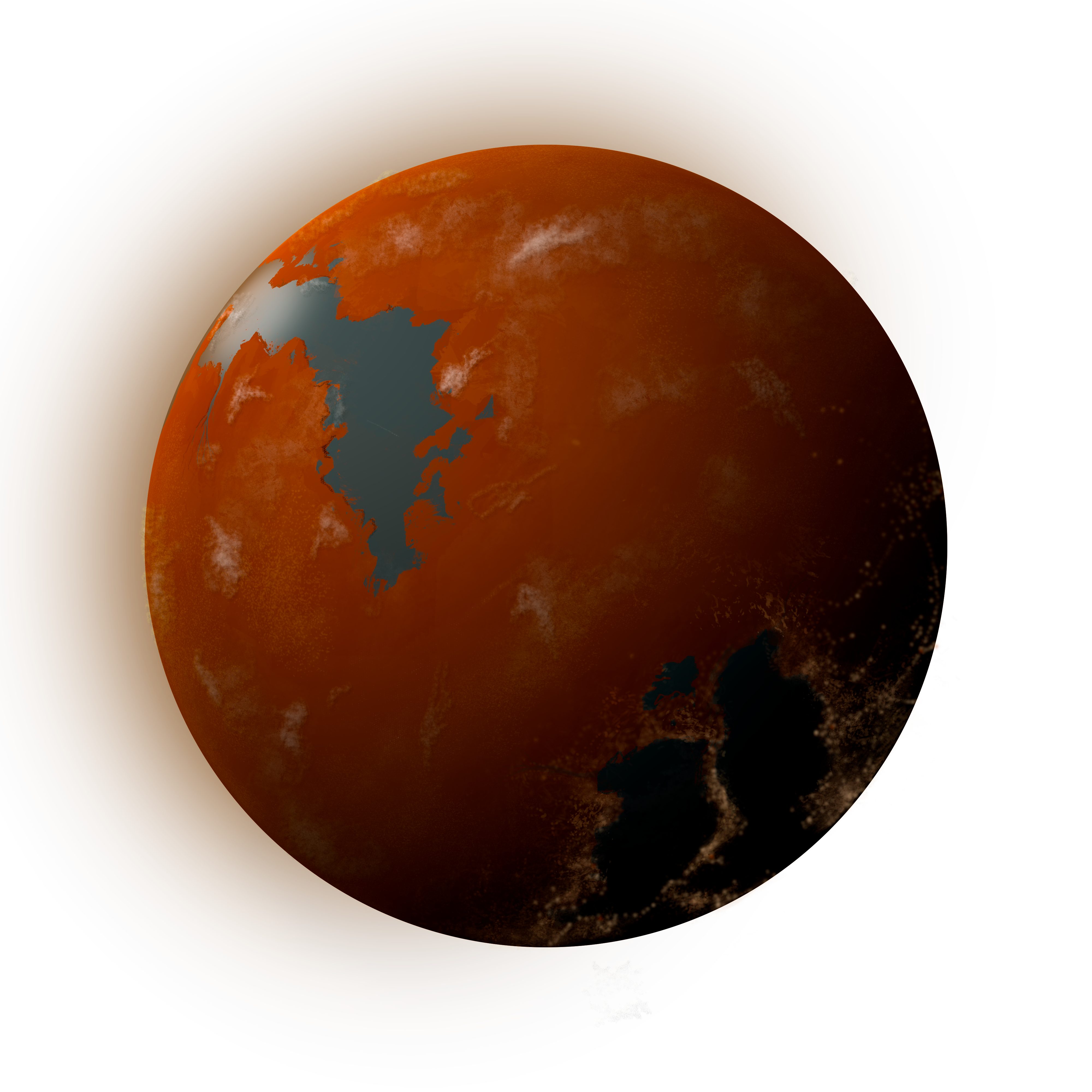
Vulcano, retratado numa fanart.

Vulcano é um planeta fictício na famosa série de TV Jornada nas Estrelas, no Brasil, ou Caminho das Estrelas, em Portugal (em inglês: Star Trek). Na série seus habitantes são os primeiros extraterrestres a fazer contato com a Terra.
O nome oficial do planeta é Confederação de Surak
. A maioria das interpretações canônicas situam o planeta em órbita da estrela 40 Eridani A, no Quadrante Beta, a aproximadamente 16 anos-luz da Terra. Vulcano é descrito na série Star Trek como um planeta árido e quente, coberto principalmente por desertos e cadeias montanhosas, com apenas alguns pequenos mares e lagos isolados de água salgada remanescentes da evaporação dos oceanos que no passado cobriam parte do planeta. A gravidade na superfície do planeta é descrita também como sendo maior do que na Terra. A atmosfera de Vulcano é porém menos densa do que a terrestre. Visto do espaço, o planeta aparece com coloração avermelhada.
Entre os pontos de interesse do planeta estão a Academia de Ciências de Vulcano, omonte Seleya, o templo de Amonak, o santuário de T´Karath e as planícies de fogo de Raal.

### Os habitantes

Ilustração da saudação dos vulcanianos: Vida longa e Próspera

Os vulcanianos (ou vulcanos) são os habitantes de Vulcano, raça alienígena humanóide do universo ficcional Star Trek que reside no planeta e tem por característica viver pela razão e lógica. Vivem em média 240 anos.
Conforme a mitologia daquele universo ficcional, em épocas anteriores uma dissidência entre os vulcanianos provocou o afastamento de diversos membros desta raça, os quais vieram a gerar a espécie romulana, belicista e devotada à razão, habitantes do planeta Romulus e ferozes inimigos da Federação dos Planetas Unidos. Outra espécie proto-vulcana são os mentachianos, residentes em mentacha 3, é uma sociedade medieval pré dobra, mas com uma evolução bem acelerada e coerente com a vulcana.
Os vulcanianos seguem uma doutrina lógica criada por Surak, que em determinado período de sua história, tirou o povo da barbárie e das guerras, ensinando-os o controle das emoções e o uso da lógica, pois sem ela os vulcanianos perdem o controle, e se tornam bárbaros novamente.
Para aprimorar a lógica, um ritual de meditação é feito todos os dias pelos vulcanos, a não ser que este esteja com a Síndrome de Bendai, que costuma atacar vulcanos acima de 200 anos.
O sangue dos vulcanianos é verde, pois sua hemoglobina é baseada em cobre. Isso faz com que a tonalidade da pele dos vulcanianos também difira da humana, sendo geralmente amarelo-esverdeada. No caso dos humanos, o sangue é vermelho porque a hemoglobina é baseada em ferro, dando aos de pele mais clara uma coloração rosada.
Um dos vulcanianos mais famosos, tanto na Terra, como no seu próprio planeta natal é, curiosamente, um híbrido (filho de pai vulcaniano - Sarek - e mãe terráquea - Amanda Grayson). Trata-se do oficial de ciências da USS Enterprise, Spock. Além dele, há também o comandante Tuvok da USS Voyager e a oficial de ciências T'Pol da USS Enterprise. Em Star Trek, os vulcanianos foram uma das espécies fundadoras da Federação Unida de Planetas.

## Filosofia de vida
A filosofia vulcana baseia-se nos ensinamentos do filósofo Surak que pregam a lógica e o seu uso para guiar a vida, reprimindo totalmente as emoções, e desenvolvendo uma cultura estoica. Sem isto, os vulcanos perdem o controle de sí mesmos e se transformam em bárbaros novamente. Os vulcanos valorizam muito a família apesar de não demonstrar amor/afeto.
A lógica vulcana é mantida por um ritual de meditação feito todos os dias, a não ser que o vulcano tenha a síndrome de Bendii (pronuncia-se Bendai), uma doença que atinge vulcanos com mais de 200 anos de cura ainda desconhecida.

## Raças protovulcanas
As raças protovulcanas conhecidas são:
- Mentachianos - Residentes de Mentacha 3, é uma civilização ainda medieval pré-dobra com uma taxa de  evolução consideravelmente rápida e coerente à vulcana. Assim como os vulcanos, são inerentemente curiosos.
- Ocampas - Residentes no subsolo de Ocampa, no setor delta. São extremamente civilizados e curiosos.